# 科切季夫卡
49°13′20″N 35°14′7″E / 49.22222°N 35.23528°E
科切季夫卡（烏克蘭語：Кочетівка）是位於烏克蘭東部的村莊，由哈爾科夫州别列斯京区的扎切皮利夫卡市鎮負責管轄。該村始建於1799年，面積0.23平方公里，海拔高度84米，2001年人口475，人口密度每平方公里2,065.2人。